# Neanotis rheedei
Neanotis rheedei är en måreväxtart som först beskrevs av Robert Wight och George Arnott Walker Arnott, och fick sitt nu gällande namn av Walter Hepworth Lewis. Neanotis rheedei ingår i släktet Neanotis och familjen måreväxter. Inga underarter finns listade i Catalogue of Life.